# Mijn ikken
Mijn ikken is een album uit 1997 van Harrie Jekkers.

## Musici
- Harrie Jekkers (zang, gitaar, mondharmonica)
- Ton Scherpenzeel (keyboard, piano, accordeon)
- Mark Stoop (slagwerk)
- Lené te Voortwis (basgitaar, contrabas)
- Rob Winter (elektrische gitaar)
- Gerbrand Westeveen (klarinet, fluit)

## Tracks
| Nr. | Titel             | Duur |                                                                 |
| --- | ----------------- | ---- | --------------------------------------------------------------- |
| 1.  | Met een goudvis   | 3:35 | Tekst: Harrie Jekkers & Koos Meinderts / Muziek: Harrie Jekkers |
| 2.  | Zo mooi           | 4:32 | Tekst: Harrie Jekkers & Koos Meinderts / Muziek: Harrie Jekkers |
| 3.  | De engelbewaarder | 3:40 | Tekst: Harrie Jekkers & Koos Meinderts / Muziek: Harrie Jekkers |
| 4.  | De kat            | 2:39 | Tekst: Harrie Jekkers & Koos Meinderts / Muziek: Harrie Jekkers |
| 5.  | Nooit meer terug  | 3:41 | Tekst: Harrie Jekkers & Koos Meinderts / Muziek: Harrie Jekkers |
| 6.  | Partnerjacht      | 2:47 | Tekst: Jeroen van Merwijk / Muziek: Harrie Jekkers              |
| 7.  | Leve de schaamte  | 5:38 | Tekst: Harrie Jekkers & Koos Meinderts / Muziek: Harrie Jekkers |
| 8.  | Ik hou van mij    | 2:35 | Tekst: Harrie Jekkers & Koos Meinderts / Muziek: Harrie Jekkers |
| 9.  | Mijn moeder       | 3:17 | Tekst & Muziek: Harrie Jekkers                                  |
| 10. | Papa              | 3:17 | Tekst & Muziek: Harrie Jekkers                                  |
| 11. | Mijn ikken        | 9:53 | Tekst: Harrie Jekkers & Koos Meinderts / Muziek: Harrie Jekkers |
| 12. | Nu ik nog leef    | 3:45 | Tekst: Harrie Jekkers & Koos Meinderts / Muziek: Harrie Jekkers |

## Single
Het lied Zo mooi verscheen ook op single.

## Trivia
- Dit album bestaat voornamelijk uit liedjes uit eerdere cabaretprogramma's van Harrie Jekkers, met uitzondering van De kat en Nooit meer terug. Zo komen Met een goudvis naar zee, Zo mooi, Partnerjacht, Mijn ikken en Nu ik nog leef uit de voorstelling Met een goudvis naar zee en De engelbewaarder, Leven de schaamte, Ik hou van mij, Mijn moeder en Papa uit de voorstelling Het geheim van de lachende piccolo.
- De nummers Mijn moeder en Papa duren exact even lang.
- Mijn ikken bestaat uit vier nummers: Mijn ik van negen, Mijn ik van twintig, Mijn ik van dertig en Mijn ik van veertig. Jekkers zingt deze liedjes verspreid door de voorstelling Met een goudvis naar zee.